# Bataille de Brownstown
 (mai 2015).
Si vous disposez d'ouvrages ou d'articles de référence ou si vous connaissez des sites web de qualité traitant du thème abordé ici, merci de compléter l'article en donnant les références utiles à sa vérifiabilité et en les liant à la section « Notes et références ».
Guerre de 1812
Batailles
- Bataille de l'île Mackinac (1812)
- Bataille de Fort Dearborn
- Bataille de Détroit
- Campagne du Niagara
- Bataille du moulin de Lacolle (1812)

- Bataille de Frenchtown
- Combat de la Shannon et de la Chesapeake
- Bataille de York
- Bataille de la rivière Thames
- Guerre Creek
- Bataille de la Châteauguay
- Bataille de la ferme Crysler

- Bataille de l'île Mackinac (1814)
- Incendie de Washington
- Bataille de Prairie du Chien
- Bataille de Baltimore

- Bataille de La Nouvelle-Orléans

La bataille de Brownstown est l'une des premières escarmouches de la guerre anglo-américaine de 1812. Bien que les forces des États-Unis étaient supérieures en nombre par rapport aux britanniques à hauteur de 8 contre 1, ils ont perdu la bataille et subi des pertes substantielles alors que l'ennemi demeurait presque intouchable.
La bataille se déroula près de Brownstown, un village wendat au sud de Fort Detroit dans la crique de Brownstown. Brownstown est également connu comme le « village de Sindathon ». Carlson High School à Gibraltar dans le Michigan, est situé près du site de la bataille.

## Contexte
Encouragé par les Britanniques, les Mingos, Hurons-Wendat, Miamis, Lénapes, Shawnees, Kickapous, Sauks, Outaouais, Ojibwés, Potawatomis, Mohawks et Chickamaugas ont rejoint une alliance en 1783 contre les États-Unis d'Amérique. L'alliance a été formée à Sandusky dans un village wendat, mais après que ces villages ont été détruits, le siège du conseil a été déplacé à Brownstown. Walk-in-the-Water et sept autres chefs wendat ont adressé une pétition aux États-Unis le 5 février 1812, et obtenu une possession de 50 ans de Brownstown et Monguagon ; il vivait à Brownstown et commandait les guerriers Wendat.
Le 5 août 1812, le major Thomas Van Horne et 200 soldats américains étaient en route au sud de la rivière Raisin, où ils devaient ramasser le bétail et d'autres fournitures nécessaires et les escorter pour les ramener à Fort Detroit pour le brigadier-général William Hull. Hull était, à l'époque, dans le village canadien de Sandwich, maintenant connu comme Windsor (Ontario), bien qu'il abandonna son poste là-bas et revint à Detroit le 8 août.

## Bataille
Comme les forces américaines en poste dans la crique de Brownstown, les 200 soldats américains ont été pris à partie par deux douzaines d'Amérindiens menés par le chef de guerre shawnee Tecumseh, le chef de guerre chickamauga Daimee, le chef huron  Roundhead, et plusieurs autres. Face à une telle opposition, Van Horne ordonna la retraite, après quoi la milice américaine inexpérimenté se dispersa dans la panique. Van Horne a réussi à sauver seulement la moitié de son commandement ; 18 hommes ont été tués, 12 ont été blessés, et 70 ont disparu. La plupart de ceux qui sont énumérés comme « disparus » ont été dispersés pendant la bataille et sont retournés à Detroit pendant les jours qui ont suivi.

## Conséquences
Josiah Snelling, connu familièrement comme le Prairie Chicken, a été cité pour la bravoure de ses actions au cours de la bataille de Brownstown, et promu au grade de major. Plus tard, après qu'Hull ait rendu Fort Detroit à Tecumseh, le témoignage de Snelling a été utilisé à la cour martiale de Hull.
Un chef d’importance secondaire, Blue Jacket, est mort durant la bataille.
Par un décret du Congrès des États-Unis du 1er juin 1813, les veuves des hommes tués lors de la bataille ont reçu une demi-solde pendant cinq ans. Dans au moins un cas, celui de Jacob Pence, 953,43 dollars ont été versés en octobre 1832 et 422,53 dollars en avril 1839, pour un total de 1 375,96 dollars.